# Normanby (Ryedale)
Pour les articles homonymes, voir Normanby.
Normanby est un village et une paroisse civile du Yorkshire du Nord, en Angleterre.